# Arthur St. Clair
Arthur St. Clair, né le 23 mars 1737 à Thurso (Écosse) et mort le 31 août 1818 à Greensburg (Pennsylvanie), est un militaire britannique qui s'illustra dans les armées américaines.

## Carrière militaire
Il quitta l'université d'Édimbourg pour devenir, le 17 mai 1757, enseigne de vaisseau dans l'armée britannique, et servir durant la guerre de Sept Ans, à Louisbourg, sous les ordres de James Wolfe en 1758. En mai 1759, il fut promu lieutenant, se rendit à Québec avec l'armée de Wolfe durant la bataille des Plaines d'Abraham, il a combattu dans le "60e régiment (Royal American)". En 1762, il démissionna pour s'établir en Pennsylvanie, où il acheta un grand domaine, et dirigea un grand nombre de bureaux civils.

## Révolution américaine
Pendant la révolution américaine, il reprit du service et devint colonel d'un régiment de milice en 1775. Devenu général de brigade, il organisa la milice du New Jersey, et combattit à Trenton et Princeton. En 1777, St. Clair livra sans combat le fort Ticonderoga aux Britanniques supérieurs en nombre, ce qui lui valut un blâme et d'être relégué aux affaires mineures.

## Carrière politique

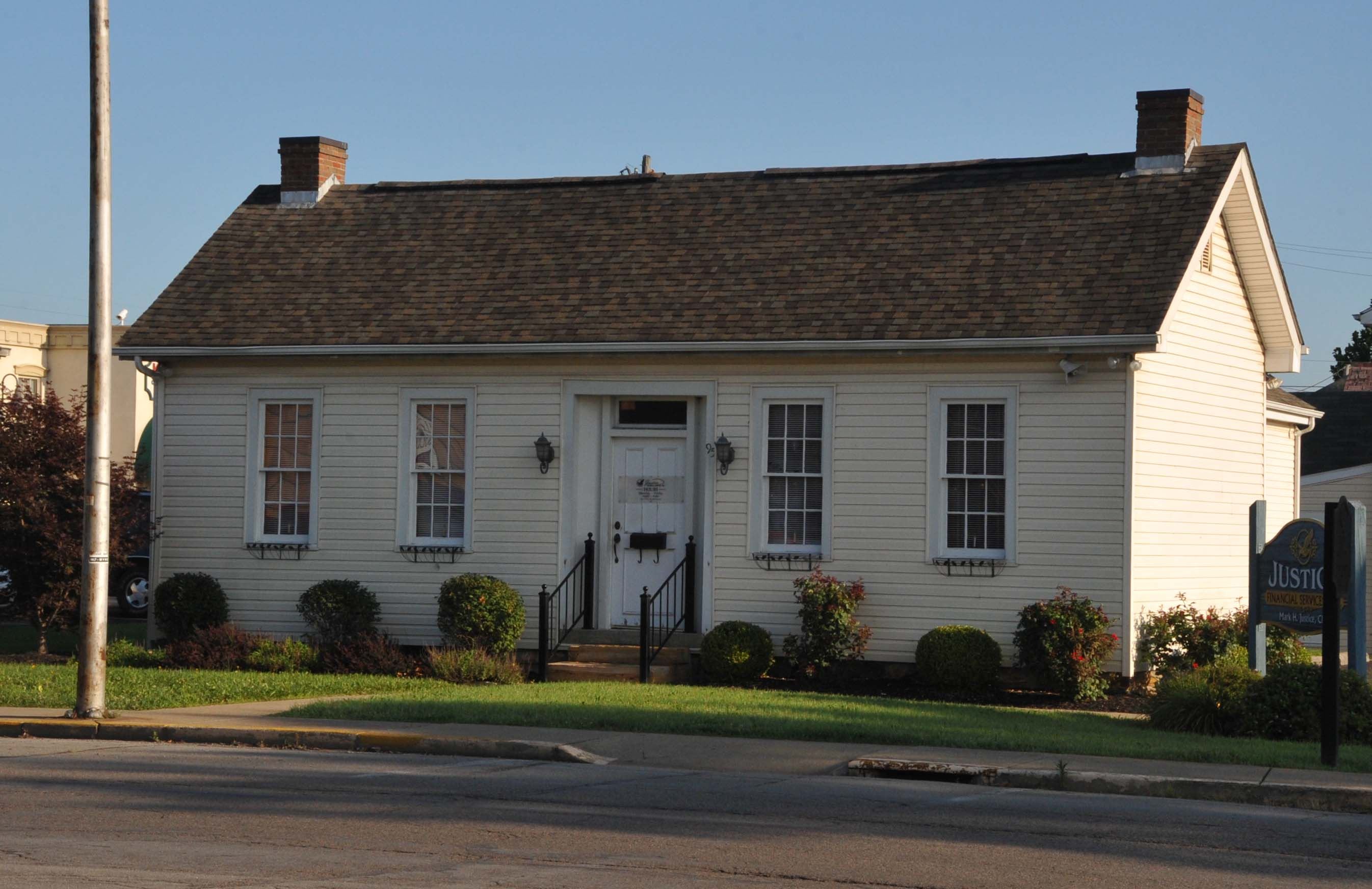
Quartier général du général Arthur St. Clair à Chillicothe, Ohio.

De 1785 à 1787, St. Clair fut délégué au Congrès de la Confédération, puis nommé en 1787 en tant que gouverneur du territoire du Nord-Ouest. Le 2 février 1787 Arthur St. Clair est élu Président du Congrès continental. En 1791, il devint le commandant en chef des forces combattant les Amérindiens. Ceux-ci, menés par Michikinikwa, prirent par surprise les soldats de St. Clair à Fort Recovery, et leur assénèrent une cuisante défaite à la bataille de la Wabash. Du fait de cette dernière, il dut démissionner en 1792 de son poste de général tout en conservant les fonctions de gouverneur du Territoire. Il fut par la suite réhabilité par le Comité d'investigation du Congrès.
En 1802, Thomas Jefferson lui retira sa charge après la condamnation de l'acte faisant de l'Ohio un État. St. Clair édita ses mémoires militaires afin de se défendre, et mourut dans la pauvreté.